# Virgil Solis

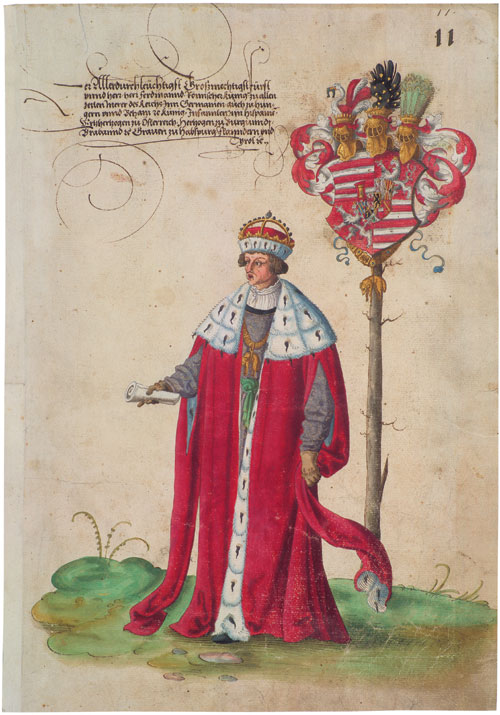
Ferdinand I, gouachemåleri av Virgil Solis.

Virgil(ius) Solis, född 1514 i Nürnberg, död 1 augusti 1562 i Nürnberg, var en  tysk målare och grafiker. 
Hans målningar är mycket sällsynta, men över 800 stick är kända av hans hand, däribland flera bibelsviter, jaktstycken, bilder till Ovidius metamorfoser, stick efter Rafael (Amor och Psyche) och Heinrich Aldegrever (Vederdöparna), träsnittsbilder av Frankrikes kungar med flera. Solis blev betydande vid utvecklingen av guldsmedskonsten.